# Juegos Olímpicos de Verano de 1940
Los Juegos Olímpicos de 1940, oficialmente conocidos como Juegos de la XII Olimpiada, fueron cancelados por el desarrollo de la Segunda Guerra Mundial. La ciudad donde tenían que haberse celebrado era Helsinki (Finlandia), después de la renuncia de su sede inicial, Tokio (Japón).
El 31 de julio de 1936 se realizó la elección en Berlín (Alemania), sede de los Juegos Olímpicos de aquel año. Tokio fue elegida de forma unánime para albergar la edición de 1940. De haberse cumplido el calendario, las pruebas habrían tenido lugar entre el 21 de septiembre y el 6 de octubre. Sin embargo, el estallido de la segunda guerra sino-japonesa en 1939 obligó a que el país renunciara a ellos.
Como sede alternativa, el Comité Olímpico Internacional eligió a Helsinki, capital de Finlandia, que programó las pruebas entre el 20 de julio y el 4 de agosto. En este caso el estallido de la Segunda Guerra Mundial obligó a una suspensión definitiva de la edición. Años más tarde, Helsinki se convirtió en la sede de los Juegos Olímpicos de 1952, mientras que Tokio los organizaría en 1964  y en 2020.

## Historia

### Elección de Tokio
En la ceremonia de apertura de los Juegos Olímpicos de 1932, el alcalde de Tokio, con el apoyo del Gobierno nipón, pidió a los miembros japoneses del Comité Olímpico Internacional, Jigorō Kanō y Seiichi Kishi, que recomendaran a la capital como sede de los Juegos Olímpicos de 1940. En agosto de 1936, el COI seleccionó a Tokio como sede con 36 votos, frente a los 27 de la aspirante Helsinki (Finlandia). Además, se eligió como sede para los Juegos de Invierno, que se celebraban ese mismo año, a Sapporo. La confirmación definitiva tuvo lugar en la reunión anual del COI de 1937, que se celebró en Varsovia (Polonia).
Tokio había desarrollado un programa que comenzaría el 21 de septiembre con la ceremonia inaugural, y finalizaría el 6 de octubre. Estaba previsto el uso del Estadio Meiji Jingu Gaien, sede de los Juegos del Lejano Oriente de 1930, como estadio olímpico, que además concentraría en sus alrededores las sedes de natación. Actualmente ese estadio no existe, y sobre sus terrenos está asentado el Estadio Olímpico de Tokio. Como deportes de exhibición, se eligió judo y béisbol. El presupuesto total para la organización de los Juegos superaba los 12 millones de yenes, aportados en su mayoría por el Gobierno de Japón.
Aunque Japón ya había preparado el calendario, el país se vio obligado a renunciar a los Juegos Olímpicos de Tokio y Sapporo por el desarrollo de la segunda guerra sino-japonesa, que estalló en 1937. La renuncia se hizo oficial el 16 de julio de 1938.

### Elección de Helsinki
Con la renuncia de Tokio como sede principal, el Comité Olímpico Internacional seleccionó en 1938 a Helsinki, capital de Finlandia, como sede alternativa. Johan Wilhelm Rangell jugó un papel importante en la elección, gracias a sus conexiones con el COI. En menos de dos años, la nueva sede tenía que ampliar la capacidad hotelera para dar cabida a las aproximadamente 160.000 personas que podían acudir, y por la falta de tiempo se sugirieron medidas alternativas, como alojamiento en casas particulares ofrecidas por voluntarios. Además, se construiría una Villa Olímpica en las inmediaciones de Helsinki, que más tarde podría ser reutilizada.
El comité organizador hizo incluso público el programa de los Juegos, que comenzarían el 20 de julio con una ceremonia inaugural, y concluirían el 4 de agosto. El Estadio Olímpico de Helsinki, inaugurado en 1938, sería el centro de las actividades atléticas. Helsinki contemplaba la introducción del vuelo sin motor como disciplina olímpica, algo que nunca se llevó a cabo. Como había poco tiempo para tenerlo todo a punto, el Gobierno finés otorgó un crédito extraordinario de 200 millones de marcos finlandeses, mientras que el Ayuntamiento de Helsinki aportaría otros 100 millones. A comienzos de 1939, unas 60 naciones habían confirmado su presencia.
Con el estallido de la Segunda Guerra Mundial, los Juegos Olímpicos fueron suspendidos. Lo mismo ocurrió años después con la edición de 1944, que tenía que haberse celebrado en Londres.

## Deportes
Aunque nunca se llegaron a celebrar, las siguientes pruebas estaban programadas en los Juegos Olímpicos de 1940 como disciplinas olímpicas:
- Atletismo
- Baloncesto
- Boxeo
- Ciclismo
- Ecuestre
- Esgrima
- Fútbol
- Gimnasia artística
- Halterofilia
- Hockey sobre césped
- Lucha
- Natación
- Pentatlón moderno
- Piragüismo
- Remo
- Tiro olímpico
- Vela
- Vuelo sin motor
- Waterpolo